# Dragon-lune
Heather Douglas, alias Dragon-lune (« Moondragon ») est une super-héroïne évoluant dans l'univers Marvel de la maison d'édition Marvel Comics. Créé par les scénaristes Bill Everett, Mike Friedrich et le dessinateur George Tuska, le personnage de fiction apparaît pour la première fois dans le comic book Iron Man (vol. 1) #54 en janvier 1973.
Puissante mentaliste, Dragon-lune est connue pour son crâne rasé, son arrogance et pour avoir possédé pendant un temps une des Gemmes de l'infini.
Contrairement à la plupart des personnages de Marvel qui ont acquis leurs capacités surhumaines par la naissance ou par accident, Dragon-lune a atteint ses talents extraordinaires grâce à un degré extrême d'entraînement personnel. Grâce à celui-ci, elle a atteint l'excellence dans pratiquement tous les domaines de l'accomplissement humain.

## Biographie du personnage

### Origines
Née à Los Angeles Heather Douglas est la fille d'Arthur Douglas. Quand elle était petite, ses parents l'emmenèrent en virée dans le désert, et ils furent témoins de l'arrivée du vaisseau de Thanos. Le Titan ne voulait pas être vu, aussi fit-il exploser la voiture. Heather fut éjectée et survécut (son père aussi, comme elle l'apprit plus tard).
Elle fut retrouvée par Mentor, le père de Thanos. L’Éternel l'emmena vivre sur Titan. Elle fut élevée comme une Éternelle et on lui enseigna des techniques de contrôle mental. Toutefois, elle tomba sous la coupe du Dragon de la Lune, une puissante entité. Elle lui résista et se surnomma alors Dragon-lune.

### Parcours
Dragon-lune revint sur Terre et entreprit de créer des armes pour tuer Thanos. Elle est à l'origine de la création de super-vilains comme Angar le Cri. Elle tomba amoureuse de Daredevil, lui rendit la vue, mais celui-ci fut obligé de lui demander d'inverser le processus. Elle ne souhaita pas prolonger sa liaison amoureuse avec lui, lui semblant bien trop limité par rapport à elle.
Elle s'allia aux Vengeurs pour vaincre le Titan Fou (Thanos), puis emmena Hellcat sur Titan.
Dragon-lune était l'une des trois candidates pouvant devenir la « Madonne Céleste », mère d'une sauveur universel prophétique. Mais ce fut finalement Mantis qui fut élue.
Elle aida les Vengeurs, en restant passive, à vaincre Korvac et retrouva son père, appelé désormais Drax le Destructeur.
Le père et la fille partirent s'installer sur une planète où les habitants étaient en guerre. Elle prit le contrôle de la population en se servant de ses pouvoirs mentaux et se fit traiter comme une déesse. Quand Drax la retrouva enfin, elle le tua. Les Vengeurs vinrent l'arrêter, et Thor l'amena devant Odin, un vrai dieu, pour être jugée. Il la condamna à porter un bandeau limitant ses pouvoirs tant que son arrogance ne serait pas maîtrisée, et assigna la Valkyrie pour la surveiller.
Quand la Valkyrie rejoignit les Défenseurs, Dragon-lune fut forcée de la suivre. Elle découvrit bientôt qu'elle était influencée depuis longtemps par le Dragon de la Lune et le combattit avec ses nouveaux partenaires. Pourtant un jour, elle commença à mourir, infectée par des spores. Le Dragon lui apparut et lui proposa de la sauver si elle acceptait de devenir son hôte, ce qu'elle fit. Les Défenseurs l'affrontèrent et Valkyrie, Manslaughter, l'Interloper et Andromeda se sacrifièrent pour la détruire.
L'âme d'Heather survécut, libérée du Dragon et erra jusqu'à ce qu'elle contacte sa cousine Pamela, qui l'aida à revenir sur Titan (Pamela devint par la suite Sundragon). On lui fabriqua un nouveau corps, cloné à partir de ses cellules. Le duo partit vivre d'aventures dans l'immensité de l'espace.
Quand Quasar fut choisi pour devenir le nouveau Protecteur de l'Univers, elle décida qu'elle serait la compagne idéale. Elle tenta de le séduire mais ce dernier l'éconduisit.

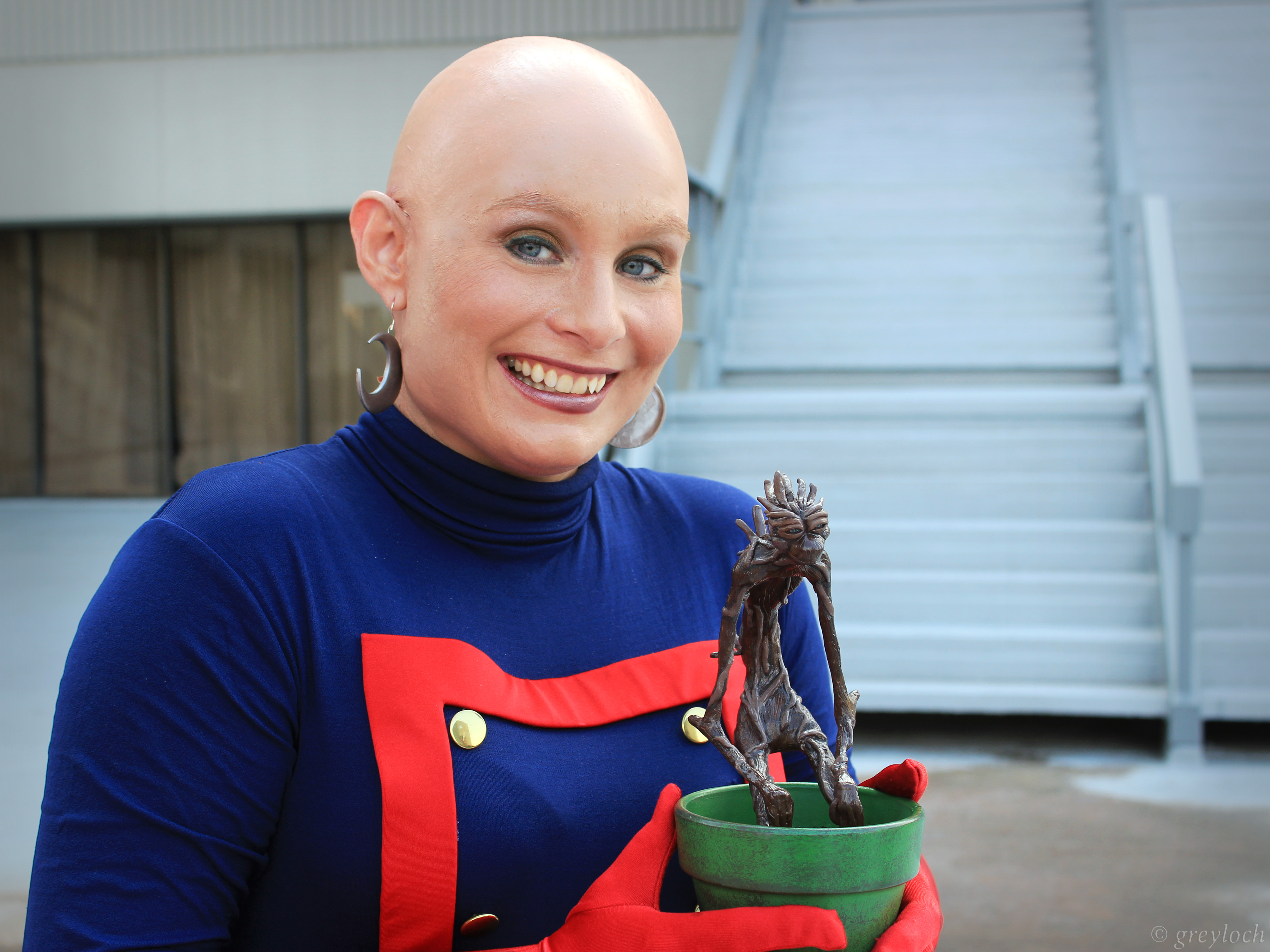
Cosplay de Dragon-lune avec Groot (dans le pot de fleur).

Quand Adam Warlock chercha des partenaires pour veiller sur les Gemmes du Pouvoir, il choisit de confier la Gemme de l'Esprit à Heather. Toutefois, il créa des barrières limitant l'utilisation de la Gemme à plein pouvoir. Elle accepta de rejoindre l'Infinity Watch (en). Plus tard, Rune lui vola la Gemme.
Elle devint ensuite l'associée et mentor de Genis-Vell, le troisième Captain Marvel. À cette période, elle tomba amoureuse de Marlo Chandler, la femme de Rick Jones, mais leur liaison lesbienne ne dura pas. Elle partit vivre avec Phyla-Vell et les deux femmes tombèrent amoureuses l'une de l'autre.

### Annihilation
Lors du crossover Annihilation, Thanos kidnappa Dragon-lune dans le but d'attirer et éliminer son père Drax. Mais son plan échoua et il eut le cœur arraché par le Destructeur venu sauver sa fille comme prévu. Heather réussit à libérer le Silver Surfer qui libéra Galactus, empêchant alors Annihilus de terminer son projet d'annihilation. Drax partit vite de son côté, et Dragon-lune repartit avec Phyla-Vell.

### Conquest
Lors du crossover Conquest, les deux femmes furent attaquées par le Super-adaptoïde, serviteur des Phalanx. À la fin du combat, elle fut transformée en dragon. Elle suivit sa compagne Phyla menée par une voix mystérieuse (en fait l'Intelligence Suprême Kree) et découvrit un cocon contenant Adam Warlock. À la suite de ce combat, revenue sur Hala, elle fut mortellement blessée par Ultron.

### Le retour
Piégée sur le plan d'Oblivion, elle fut secourue par Drax, Phyla-Vell et Quasar. Ils rapatrièrent son essence sur Titan, où elle hérita d'un nouveau corps cloné.

## Pouvoirs et capacités
Dragon-lune est une télépathe de très haut niveau, capable de communiquer, contrôler, paralyser ou tuer par onde mentale. Elle a été assez puissante pour contrôler un peuple entier. C'est aussi une télékinésiste, se servant de ce don pour léviter et se protéger en créant des champs de force psychiques.
Elle a été formée aux arts martiaux par les moines de Titan et a déjà égalé Captain America en combat singulier. Elle possède également de solides connaissances en génétique et ingénierie.
Sous sa forme de dragon, elle possède une force phénoménale, des griffes tranchantes, un souffle enflammé et des ailes lui permettant de voler à vitesse modérée. Sa peau cuirassée la protège des armes conventionnelles.

## Dragon de la Lune
Le Dragon de la Lune (« Dragon of the Moon ») est une entité présente dans l'Univers Marvel. Le personnage de fiction apparaît pour la première fois dans le comic book Defenders #143 en 1985.
Le Dragon est une entité extra-dimensionnelle, contrôlant les énergies cosmique et mystique. Maléfique, télépathe et immortel, il gagne en force en absorbant la cupidité, l'ambition corrompant l'esprit de créatures plus faibles que lui. Il peut à volonté semer le trouble et tout sentiment négatif (haine, peur...) dans l'esprit de ses proies. Quand il a assez de pouvoir pour s'incarner physiquement, il prend l'apparence d'un mille-patte constituée de ténèbres ou d'une gigantesque créature noire (ailée ou non, bien qu'il n'en ai pas besoin pour se déplacer en volant), d'où son nom. Plus il a de pouvoir, plus il grossit. Il peut survivre dans le vide spatial. Le Dragon peut offrir ses pouvoirs à autrui en manipulant et refaçonnant la réalité.
Les origines exactes du Dragon de la Lune sont inconnues. Il y a dizaines de millénaires, il a côtoyé les Doyens de l'Univers. Il a proclamé avoir tué les habitants de Titan avant que les Éternels ne viennent s'y installer. Il serait un rejeton du dieu Set. Lors de sa première visite sur Terre, il fut repoussé par l'Interloper. Il s'allia avec Mordred le Mystique (en) contre Camelot et le roi Arthur, mais fut encore battu. L'Interloper l'emprisonna sur Titan.
Depuis sa prison, il ressentit un jour l'esprit d'une humaine, Heather Douglas. Il réussit à faire passer une graine de son énergie maléfique à travers le champ de force et il l'implanta dans la psyché de la jeune femme, accessible car très hautaine. Heather connut peu à peu les affres du mal se propageant dans ses paroles et ses actes, jusqu'à ce que le Dragon puisse se manifester dans sa conscience. Mais Dragon-lune réussit à chaque fois à contenir l'entité. Pourtant un jour, alors que son corps était infecté par des spores, Heather se plia à la tentation d'être sauvée et son esprit céda.
Les Défenseurs combattirent l'entité, et finalement le Dragon et Dragon-lune disparurent dans un éclair. Les Défenseurs et l'Interloper les retrouvèrent plus tard, et l'Eternel et la Valkyrie sacrifièrent leur immortalité pour battre le monstre noir. Banni, le Dragon et les héros s'étant sacrifiés atterrirent dans une dimension de limbes, où il prit le contrôle des esprits.
Pendant ce temps, le Docteur Strange livrait une bataille contre Urthona, et il détruisit par mégarde un talisman empêchant le retour du Dragon. Ayant désormais retrouvé sa puissance, et n'ayant plus rien pour le bloquer, le Dragon de la Lune revint dans la réalité 616. Il se dissimula à Manchester, où il devint le patron d'un culte de skinhead néo-nazis. Les héros ressuscités par les Vishanti (en) et Strange retrouvèrent sa trace. Le Dragon affronta un descendant spirituel du Roi Arthur et un sort mystique de Strange et fut vaincu, disparaissant de la Réalité.
Il échoua dans la dimension d'Oblivion où étaient aussi prisonniers Maelstrom, Phyla-Vell et Drax. Le mégalomane comptait offrir le duo en offrande au monstre pour pouvoir s'échapper de la dimension du vide. Mais Phyla-Vell l'influença pour faire d'elle son nouvel avatar, en échange de la résurrection de Dragon-Lune (tuée par Ultron) et elle réussit à les vaincre. Éventré, il explosa et disparut.

## Famille Douglas

### Drax le Destructeur
Arthur Douglas, alias Drax le Destructeur est un super-héros créé par le scénariste Mike Friedrich et le scénariste et dessinateur Jim Starlin, qui apparaît pour la première fois dans le comic book Iron Man #55 en février 1973.
Arthur Douglas est le père de Heather qui est mort dans la destruction provoqué par Thanos. Ayant besoin d'un champion pour combattre le Titan, l'être connu sous le nom Kronos pris l'esprit d'Arthur et le plaça dans un corps puissant. Drax le Destructeur est né. Les pouvoirs de Drax incluent résistance, résilience, vol, et la capacité de projeter des explosions d'énergie de ses mains. Le personnage est souvent en lutte contre Thanos qu'il poursuit à travers la galaxie. Il a également été membre du groupe connu sous le nom Watch Infinity. Dernièrement, Drax a perdu son vol et les explosions d'énergie, et une partie de sa force et de résilience. Il a participé aux événements d'Annihilation et est devenu un membre des Gardiens de la Galaxie.

### Sundragon
Pamela Douglas, alias Sundragon est une super-héroïne créée par le scénariste Peter B. Gillis (en) et le dessinateur Don Perlin, qui apparaît pour la première fois dans le comic bok Solo Avengers #16 en 1989.
Pamela Douglas est la nièce d'Arthur Douglas et la cousine d'Heather Douglas. Elle était éditrice pour un journal financier, le Manhattan Project. Dragon-lune, dont le corps avait été détruit dans son combat contre le Dragon de la Lune, existait toujours sous une forme astrale. Elle trouva refuge dans l'esprit de sa cousine. Pamela accepta de voyager jusqu'à Titan, où Heather récupéra un corps cloné. Sur le chemin du retour, pour se protéger d'une attaque alien, Dragon-lune réveilla le pouvoir latent de Pamela. Elle se fit appeler Sundragon et voyagea avec Dragon-lune, la Gargouille (Isaac Christians) et Cloud. Elle rencontra l'Éternelle Demeityr et le couple partit explorer l'espace.
Sundragon possède un minuscule fragment d'énergie cosmique, lui permettant de survivre dans l'espace et de voler à haute vitesse. Télépathe, Sundragon se sert de ce pouvoir pour pister des êtres qu'elle connaît ou sentir la détresse d'autrui, ou contrôler les esprits. Elle a développé son pouvoir et peut créer des champs de force ou des flèches cinétiques assez puissantes pour tuer un homme. Sundragon utilise parfois son pouvoir pour téléporter deux personnes avec elles, sur de grandes distances, ou créer un dragon d'énergie qu'elle utilise pour se déplacer